# Eeva Kuuskoski
Eeva Maija Kaarina Kuuskoski (ur. 4 października 1946 w m. Aura) – fińska polityk, lekarka i działaczka samorządowa, posłanka do Eduskunty, w latach 1983–1987 i 1991–1992 minister spraw społecznych i zdrowia, kandydatka w wyborach prezydenckich w 1994.

## Życiorys
W 1972 ukończyła studia medyczne na Uniwersytecie w Turku, w 1982 uzyskała specjalizację z pediatrii. Kształciła się również na wydziale nauk społecznych macierzystej uczelni w zakresie socjologii i polityki społecznej. Pracowała na uniwersytecie, a także w służbie zdrowia, m.in. w szpitalu dziecięcym w Helsinkach.
Działała w Partii Koalicji Narodowej. Od 1973 do 1980 zasiadała w radzie miejskiej w Turku. W 1979 uzyskała po raz pierwszy mandat deputowanej do Eduskunty. W 1980 przeszła do Partii Centrum. Z jej ramienia trzykrotnie z powodzeniem ubiegała się o poselską reelekcję (w 1983, 1987 i 1991), zasiadając w fińskim parlamencie do 1995.
Od maja 1983 do kwietnia 1987 pełniła funkcję ministra spraw społecznych i zdrowia w czwartym rządzie Kaleviego Sorsy. W 1990 bez powodzenia ubiegała się o przywództwo w Partii Centrum, pokonał ją wówczas Esko Aho. Od kwietnia 1991 do kwietnia 1992 w jego gabinecie ponownie była ministrem spraw społecznych i zdrowia. Podała się do dymisji, krytykując przeprowadzane cięcia wydatków socjalnych. W 1994 była niezależną kandydatką w wyborach prezydenckich, uzyskując 2,6% głosów w pierwszej turze i zajmując 8. miejsce wśród 11 kandydatów.
W 1995 podjęła pracę w Mannerheimin Lastensuojeluliitto, organizacji pozarządowej działającej na rzecz dzieci. Została jej dyrektorem programowym, a w 1998 objęła stanowisko sekretarza generalnego tej organizacji. Zwolniono ją z tej funkcji w 2007 po tym, jak wcześniej sąd odwoławczy ukarał ją grzywną za uderzenie pracownicy MLL. Również w 2007 powołana na sekretarza generalnego YTY, zrzeszenia organizacji działających w sektorze usług społecznych i zdrowotnych. W latach 2009–2012 związana z helsińskim samorządem jako zastępczyni członka rady miejskiej. Od 2010 do 2011 była sekretarzem stanu w resorcie spraw społecznych i zdrowia. W latach 2012–2013 zajmowała stanowisko dyrektora SOSTE, organizacji parasolowej powołanej m.in. na bazie YTY. Przeszła następnie na emeryturę. W latach 2015–2018 pełniła funkcję przewodniczącej stowarzyszenia emerytów Eläkeliitto.

## Życie prywatne
Jej pierwszym mężem od 1973 był polityk Juha Vikatmaa, który w 1974 popełnił samobójstwo. Jej pierwsza córka zmarła w następnym roku wkrótce po porodzie. W 1991 jej drugim mężem został dziennikarz Pentti Manninen, z którym ma urodzoną w tym samym roku córkę.